# Stuart Dryburgh
Stuart Dryburgh (* 30. März 1952 in London, Großbritannien) ist ein britischer Kameramann, der vornehmlich in Neuseeland und den USA arbeitet. Für seine Kamera in Das Piano wurde er 1994 für einen Oscar nominiert.

## Leben und Werk

### Jugend und Ausbildung in Neuseeland
Stuart Dryburgh wurde zwar in London geboren, wuchs aber in Wellington, Neuseeland, auf. Zunächst folgte er beruflich seinem Vater und studierte Architektur. Das thematisch vergleichsweise offene Studium ermöglichte ihm nach eigenen Angaben neben Einblicken in Soziologie und Medienwissenschaften das Arbeiten mit Videoaufnahmen.
Nach seinem Abschluss arbeitete er, seinem vorherrschenden Interesse für das Filmemachen folgend, bei neuseeländischen Filmproduktionen, zunächst als 'Mädchen für alles', später als Techniker und Beleuchter. Innerhalb der noch jungen neuseeländischen Filmszene kam diese Arbeit für ihn einer Ausbildung gleich, hier lernte er auch spätere Regisseurinnen wie Alison Maclean und Jane Campion kennen. Mit Aufnahmen von Werbefilmen und Popvideos hatte er erste Erfolge als Kameramann und konnte sich einen Namen machen. Seine Arbeit bei dem preisgekrönten Kurzfilm Kitchen Sink von Maclean führte dann zu einer ersten Zusammenarbeit mit Campion, die mittlerweile einige eigene Filmprojekte hatte fertigstellen können.

### Die Arbeiten mit Jane Campion
Als Kameramann von Jane Campion wirkte Stuart Dryburgh in den Jahren von 1990 bis 1996 bei drei Filmen mit. Die erste Zusammenarbeit der beiden erfolgte an dem Film Ein Engel an meiner Tafel über die neuseeländische Schriftstellerin Janet Frame. Drei Jahre später folgte der neuseeländische Erfolgsfilm Das Piano mit Holly Hunter und Harvey Keitel. Im Jahr 1996 kam ihre bis dato letzte Zusammenarbeit heraus, der Film Portrait of a Lady mit Nicole Kidman und John Malkovich. Dryburgh sagte über Campion: „Mit Jane zu arbeiten ist ein einzigartiges Privileg für einen Kameramann, denn sie ist eine Regisseurin, die sehr genau über die visuellen Aspekte des Films nachdenkt.“
Für alle drei Filme haben Campion und Dryburgh gemeinsam eine jeweils eigene visuelle Gesamtgestaltung erarbeitet. Sie tauchen die Bilder in kältere oder wärmere Töne, je nach Ort oder Situation. Der Film 'Das Piano' spielt zum Teil an einem Strand und in einer neuseeländischen Urwaldlandschaft. Der Strand ist durchgängig in zarte Pastelltöne getaucht, Meer und Himmel scheinen ineinander zu verschwimmen. Der Urwald wirkt hingegen mithilfe von Blaufiltern und kaltem Licht in den Aufnahmen wie eine bedrückende Unterwasserwelt.
Während Dryburgh und Campion in Das Piano die Farbstimmungen nutzen, um verschiedene Orte im Film zu charakterisieren, nutzen sie in Portrait of a Lady diese Färbungen, um die Zeit zu definieren, in der der Film jeweils spielt. So überwiegen zu Beginn des Films, im englischen Sommer, optimistische Gelb- und Grüntöne, die im Laufe des Films einer düsteren dunkelblauen Stimmung weichen, als die Protagonistin sich in einer trostlosen Ehe gefangen sieht. Dryburgh sagt hierzu: „Ich glaube nicht, dass dieser Ansatz in der Theorie wie in der Praxis besonders geheimnisvoll oder sophisticated ist, vielmehr ist er fast schon unverschämt simpel - aber er funktioniert.“

### Weitere Kameraarbeit
Seit Mitte der Neunziger arbeitet Dryburgh außer bei neuseeländischen auch bei US-amerikanischen Produktionen. Besonders gefreut hat er sich über die Möglichkeit, 1996 mit John Sayles, einem seiner Idole, an dessen Film Lone Star zusammenarbeiten zu können. Außerdem zeichnet Dryburgh bei größeren Produktionen wie Reine Nervensache, Die Braut, die sich nicht traut oder Rezept zum Verlieben für die Kamera verantwortlich. Auch heimische Produktionen in Neuseeland wie Als das Meer verschwand stehen weiterhin auf seiner Agenda.
Dryburgh schätzt außerdem die Arbeit an Werbefilmen, die, so sagt er, ihm mehr Freiheit bei der Auswahl seiner Aufträge für Spielfilme bieten und die Erprobung neuer Techniken ermöglichen.

### Dryburghs Stil
Dryburgh selber sagt über seine Kameraarbeit, dass ihm nicht bewusst sei, eine bestimmte Handschrift darin entwickelt zu haben. Stattdessen suche er, für jeden Film eine angemessene Bildsprache zu finden, auch je nachdem, wie ausgeprägt die visuellen Ideen des Regisseurs oder der Regisseurin seien. Zudem findet er, die Arbeit weiterer Beteiligter wie zum Beispiel der Ausstatter ist zuweilen so gut, „dass man es bloß noch fotografieren muss.“
In einer Kritik des Filmwissenschaftlers Thomas Koebner zum Film Das Piano klingt das etwas enthusiastischer: „Dryburgh gelingen Bilder von traumhafter Prägnanz, die zwischen realer Wiedergabe und symbolischer Bedeutung changieren.“

## Nominierungen und Auszeichnungen
Der Film Kitchen Sink von Alison Maclean, bei dem Dryburgh Kameramann war, wurde 1989 für eine goldene Palme nominiert.
Seine Kameraarbeit für Das Piano wurde 1994 mit einer Oscar-Nominierung bedacht. Neben einigen weiteren Nominierungen erhielt er für diesen Film einen Preis der Los Angeles Film Critics Association sowie des Australian Film Institute und eines polnischen Filmfestivals.
Unter anderem wurde auch seine Arbeit in Ein Engel an meiner Tafel und Als das Meer verschwand mit Preisen bedacht.

## Filmografie (Auswahl)
- 1989: Kitchen Sink (Regie: Alison Maclean)
- 1990: Ein Engel an meiner Tafel (An Angel at My Table) (Regie: Jane Campion)
- 1993: Das Piano (The Piano) (Regie: Jane Campion)
- 1994: Die letzte Kriegerin (Once Were Warriors) (Regie: Lee Tamahori)
- 1995: The Perez Family (Regie: Mira Nair)
- 1996: Lone Star (Regie: John Sayles)
- 1996: Portrait of a Lady (The Portrait of a Lady) (Regie: Jane Campion)
- 1999: Reine Nervensache (Analyze This) (Regie: Harold Ramis)
- 1999: Die Braut, die sich nicht traut (Runaway Bride) (Regie: Garry Marshall)
- 2001: Bridget Jones – Schokolade zum Frühstück (Bridget Jones’s Diary) (Regie: Sharon Maguire)
- 2001: Kate & Leopold (Regie: James Mangold)
- 2003: Der Einsatz (The Recruit) (Regie: Roger Donaldson)
- 2003: The Extreme Team
- 2004: The Beautiful Country
- 2004: Als das Meer verschwand (In My Father’s Den)
- 2005: Æon Flux (Regie: Karyn Kusama)
- 2006: Der bunte Schleier (Regie: John Curran)
- 2007: Rezept zum Verlieben (No Reservations) (Regie: Scott Hicks)
- 2007: Das Mädchen im Park (The Girl in the Park)
- 2008: Die Insel der Abenteuer (Nim’s Island)
- 2009: Amelia
- 2010: The Tempest – Der Sturm (The Tempest)
- 2011: Der ganz normale Wahnsinn – Working Mum (I Don’t Know How She Does It)
- 2011: Texas Killing Fields – Schreiendes Land (Texas Killing Fields)
- 2012: Emperor – Kampf um den Frieden (Emperor)
- 2013: Das erstaunliche Leben des Walter Mitty (The Secret Life of Walter Mitty)
- 2015: Blackhat
- 2016: Alice im Wunderland: Hinter den Spiegeln (Alice Through the Looking Glass)
- 2016: The Great Wall
- 2017: Begabt – Die Gleichung eines Lebens (Gifted)
- 2017: Mein Bester & Ich (The Upside)
- 2018: New Amsterdam (Fernsehserie, 1 Folge)
- 2018: Ben is Back
- 2019: Men in Black: International
- 2025: Irgendwie schwanger (Kinda Pregnant)